# Simulium equinum
Simulium equinum is een muggensoort uit de familie van de kriebelmuggen (Simuliidae). De wetenschappelijke naam is gepubliceerd in 1758 door Linnaeus in de tiende editie van Systema naturae.
De soort voedt zich met bloed en heeft hierbij een specifieke voorkeur voor het bloed van paarden.